# Сен-Медар-д’Эксидёй
Сен-Меда́р-д’Эксидёй (фр. Saint-Médard-d'Excideuil) — коммуна во Франции, находится в регионе Аквитания. Департамент — Дордонь. Входит в состав кантона Иль-Лу-Овезер. Округ коммуны — Перигё.
Код INSEE коммуны — 24463.

## География

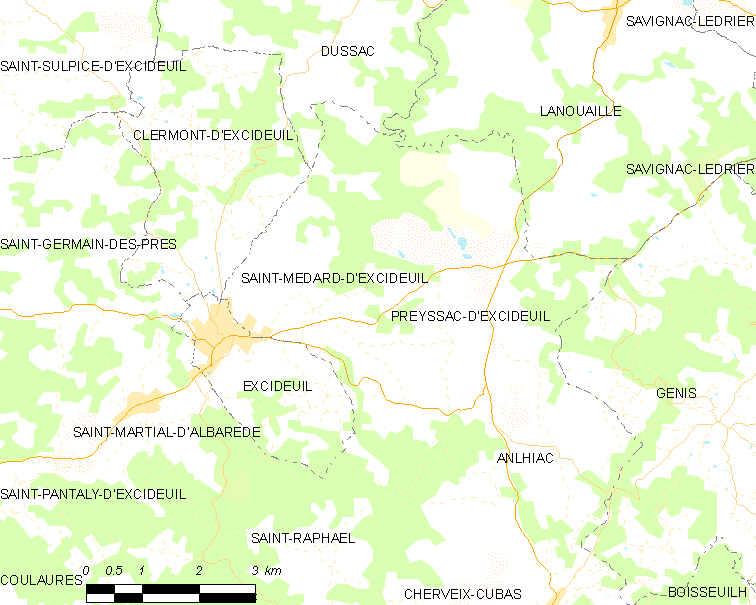
Карта коммуны

Коммуна расположена приблизительно в 410 км к югу от Парижа, в 145 км северо-восточнее Бордо, в 33 км к северо-востоку от Перигё.
По территории коммуны протекает река Лу.

### Климат
Климат умеренный океанический со средним уровнем осадков, которые выпадают преимущественно зимой. Лето здесь долгое и тёплое, однако также довольно влажное, здесь не бывает регулярных периодов летней засухи. Средняя температура января — 5 °C, июля — 18 °C. Изредка вследствие стечения неблагоприятных погодных условий может наблюдаться непродолжительная засуха или случаются поздние заморозки. Климат меняется очень часто, как в течение сезона, так и год от года.

## Население
Население коммуны на 2010 год составляло 567 человек.
| 1962 | 1968 | 1975 | 1982 | 1990 | 1999 | 2010 |
| ---- | ---- | ---- | ---- | ---- | ---- | ---- |
| 700  | 667  | 658  | 641  | 665  | 625  | 567  |

## Администрация
| Период | Период | Фамилия         | Партия       | Примечания |
| ------ | ------ | --------------- | ------------ | ---------- |
| 1989   | 1998   | Жан-Робер Кусти |              |            |
| 1998   | 2020   | Жан-Жак Буайе   | беспартийный | фермер     |

## Экономика
В 2010 году среди 345 человек трудоспособного возраста (15-64 лет) 254 были экономически активными, 91 — неактивными (показатель активности — 73,6 %, в 1999 году было 71,7 %). Из 254 активных жителей работали 230 человек (117 мужчин и 113 женщин), безработных было 24 (13 мужчин и 11 женщин). Среди 91 неактивных 18 человек были учениками или студентами, 57 — пенсионерами, 16 были неактивными по другим причинам.

## Достопримечательности
- Церковь Св. Медарда[5]
- Средневековая башня замка Шарро. Исторический памятник с 1948 года[6]
- Замок Эссандьера[фр.] (XV век)

## Фотогалерея

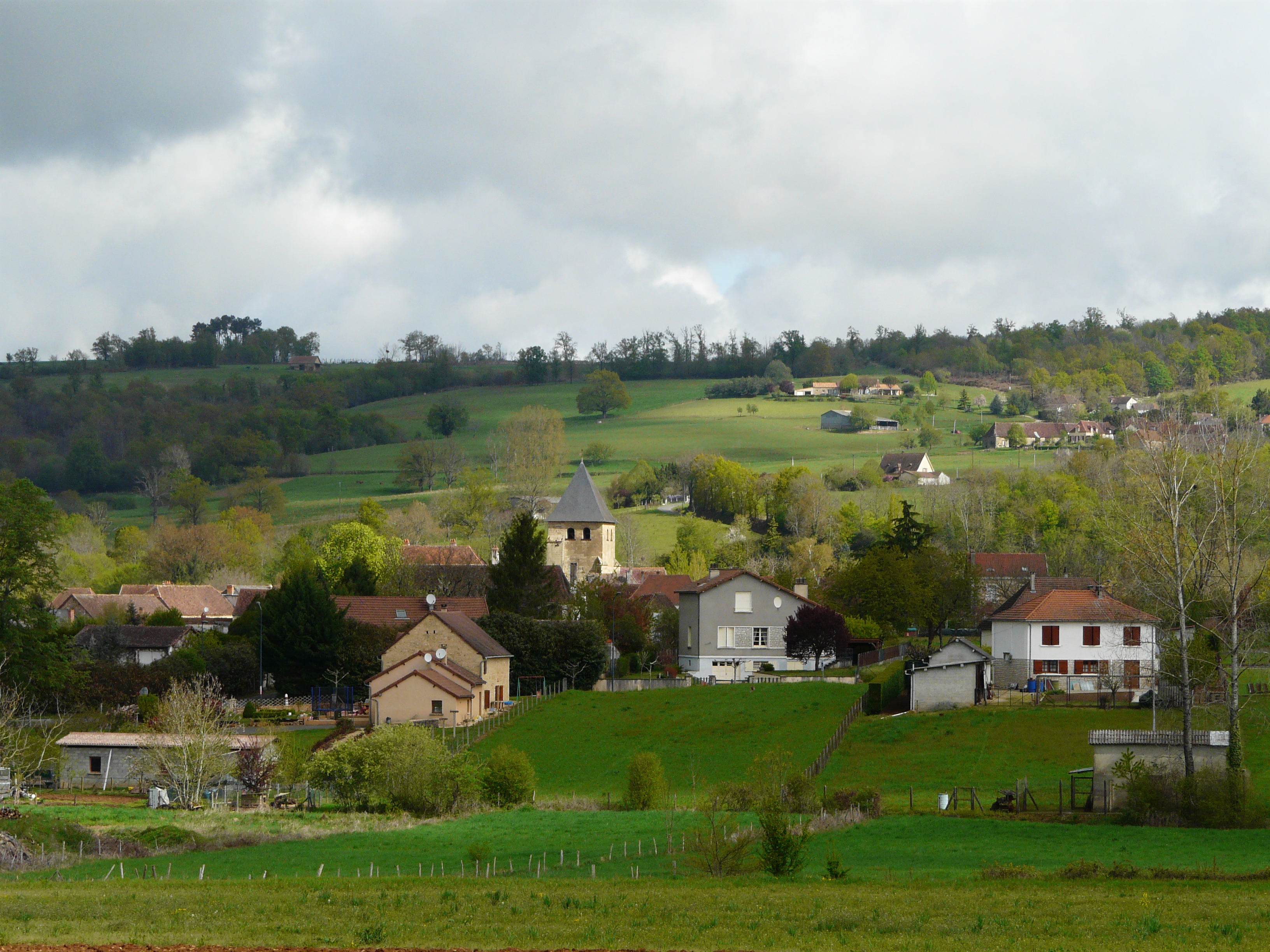
Сен-Медар-д’Эксидёй
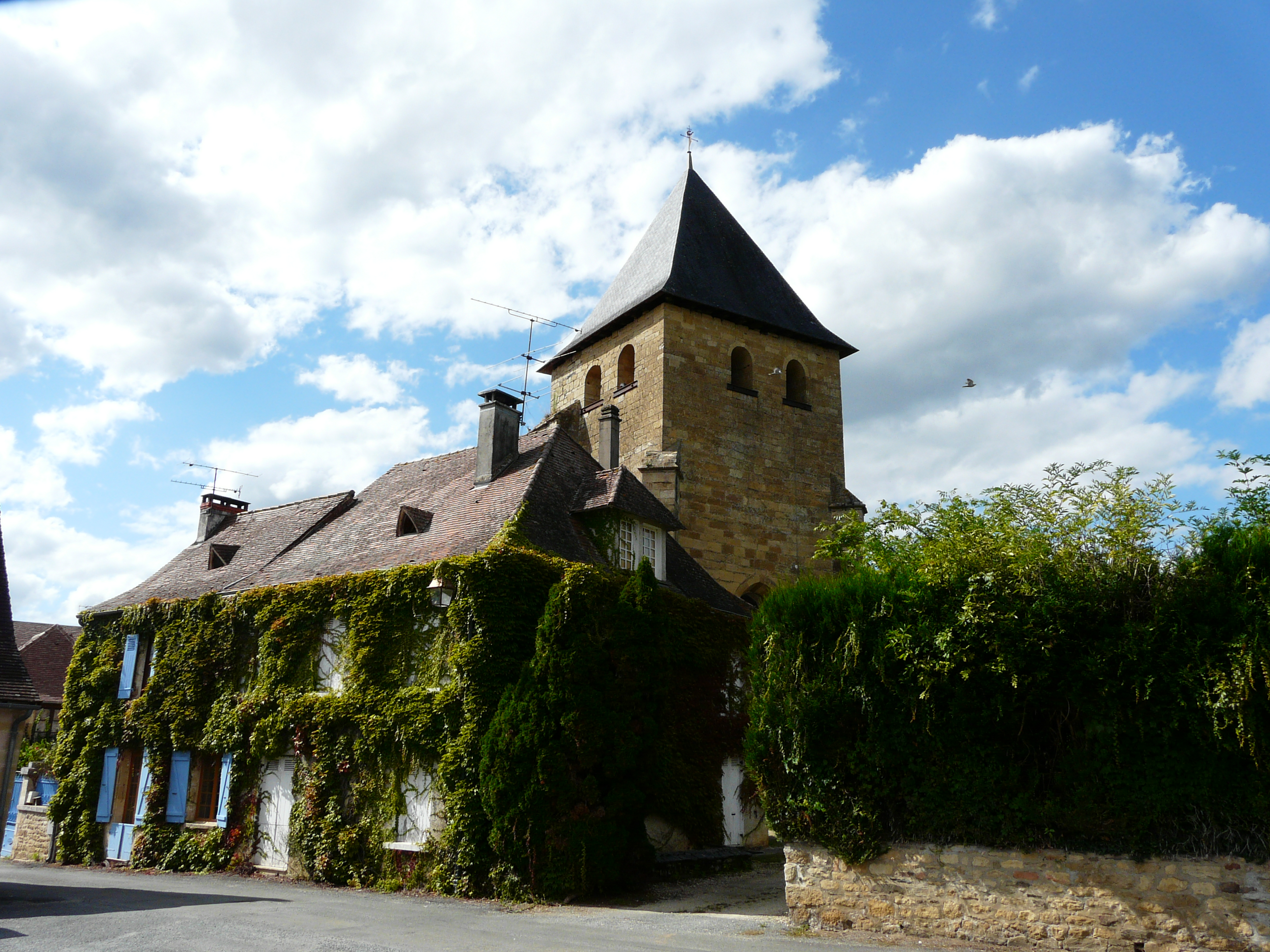
Церковь Св. Медарда
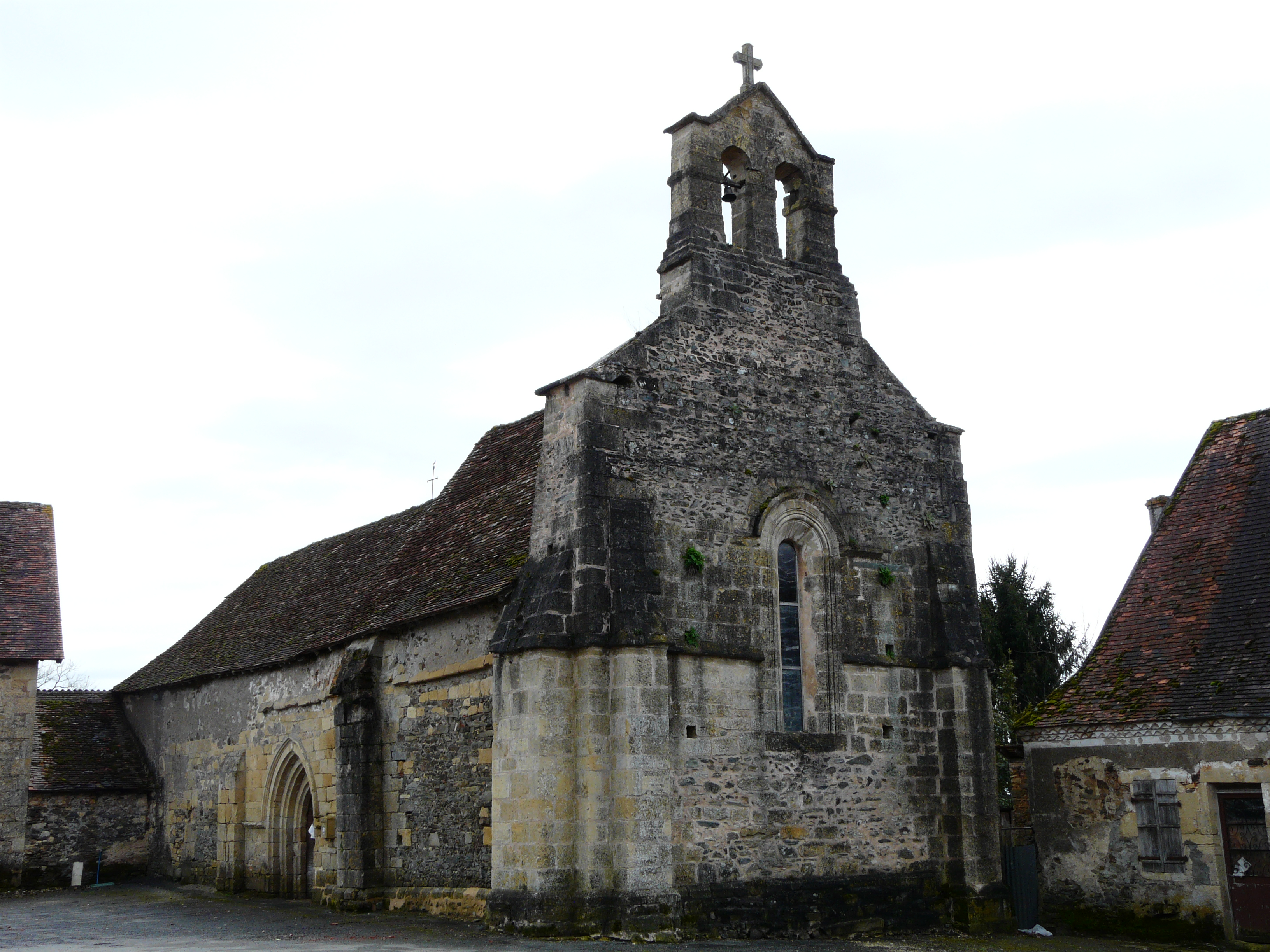
Церковь Св. Лупа
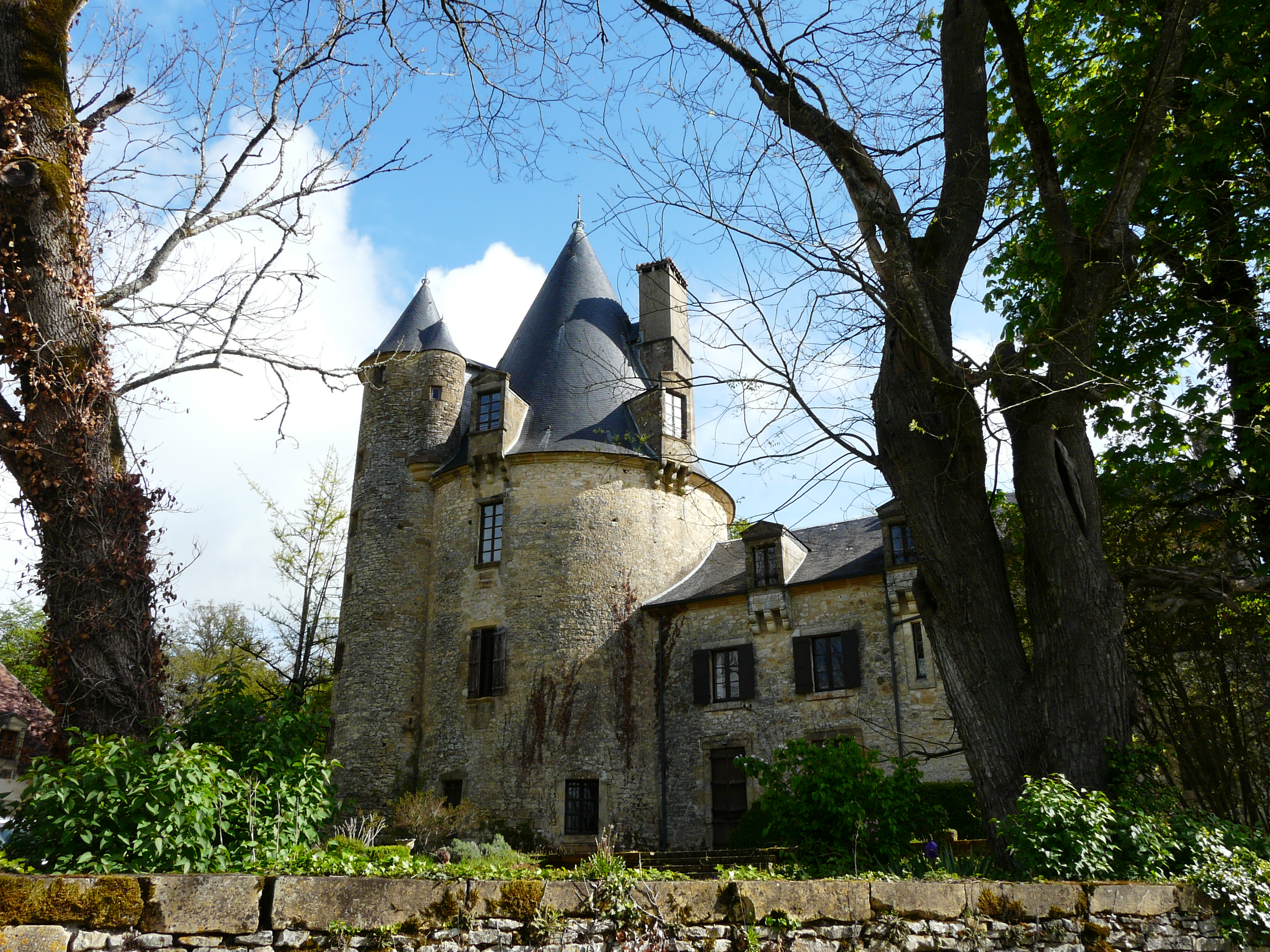
Замок Шарро
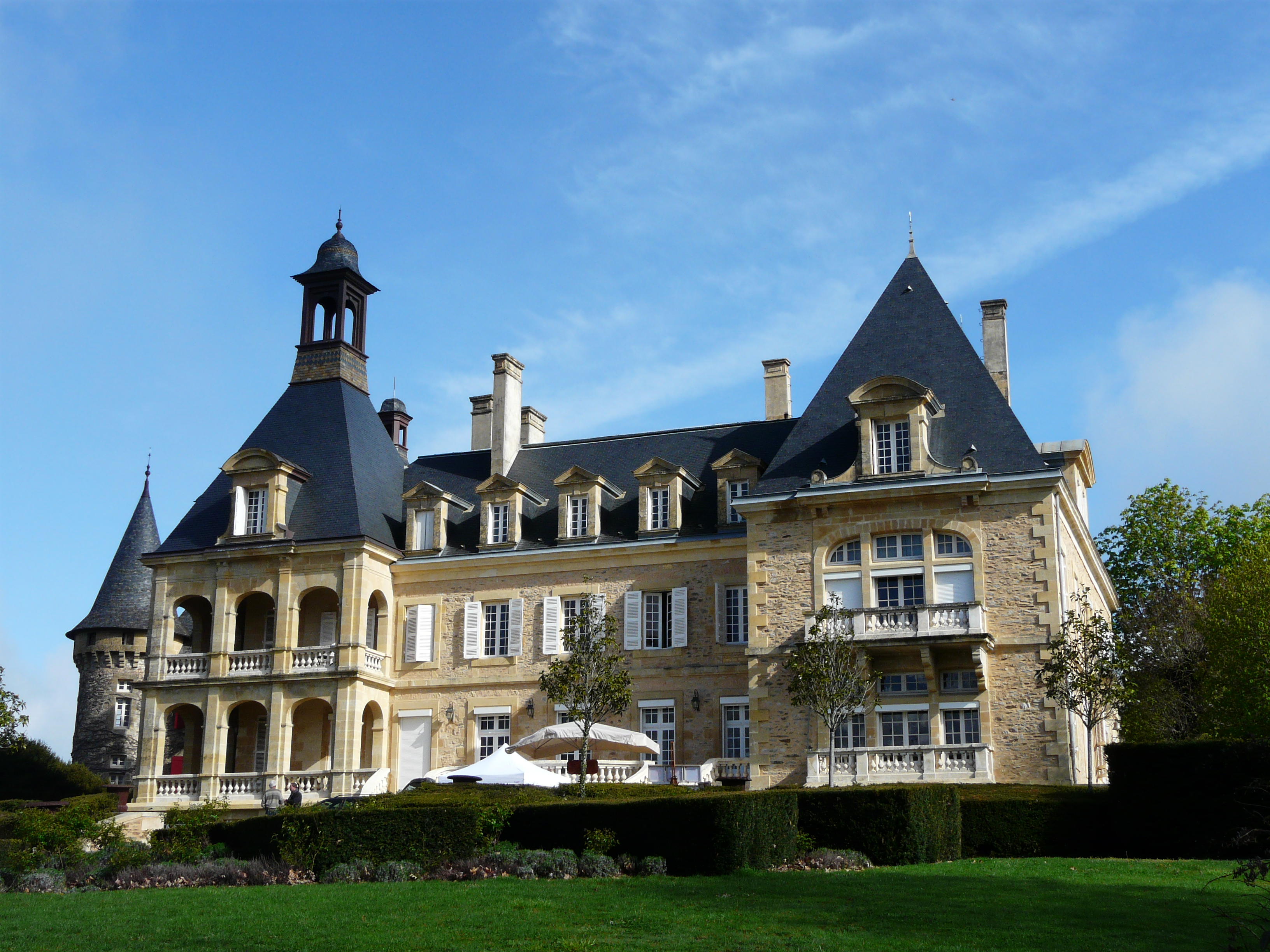
Замок Эссандьера
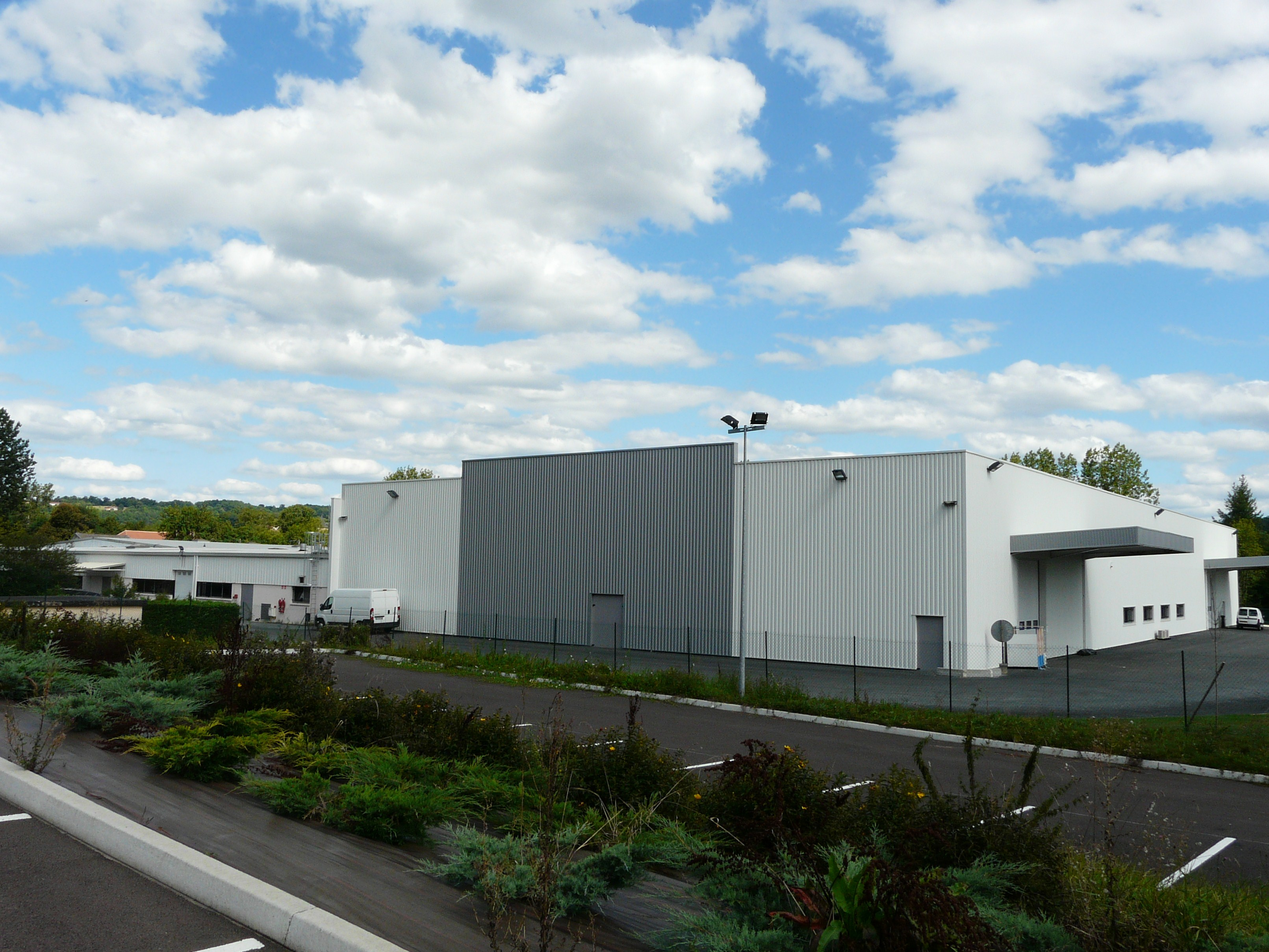
Завод Repetto
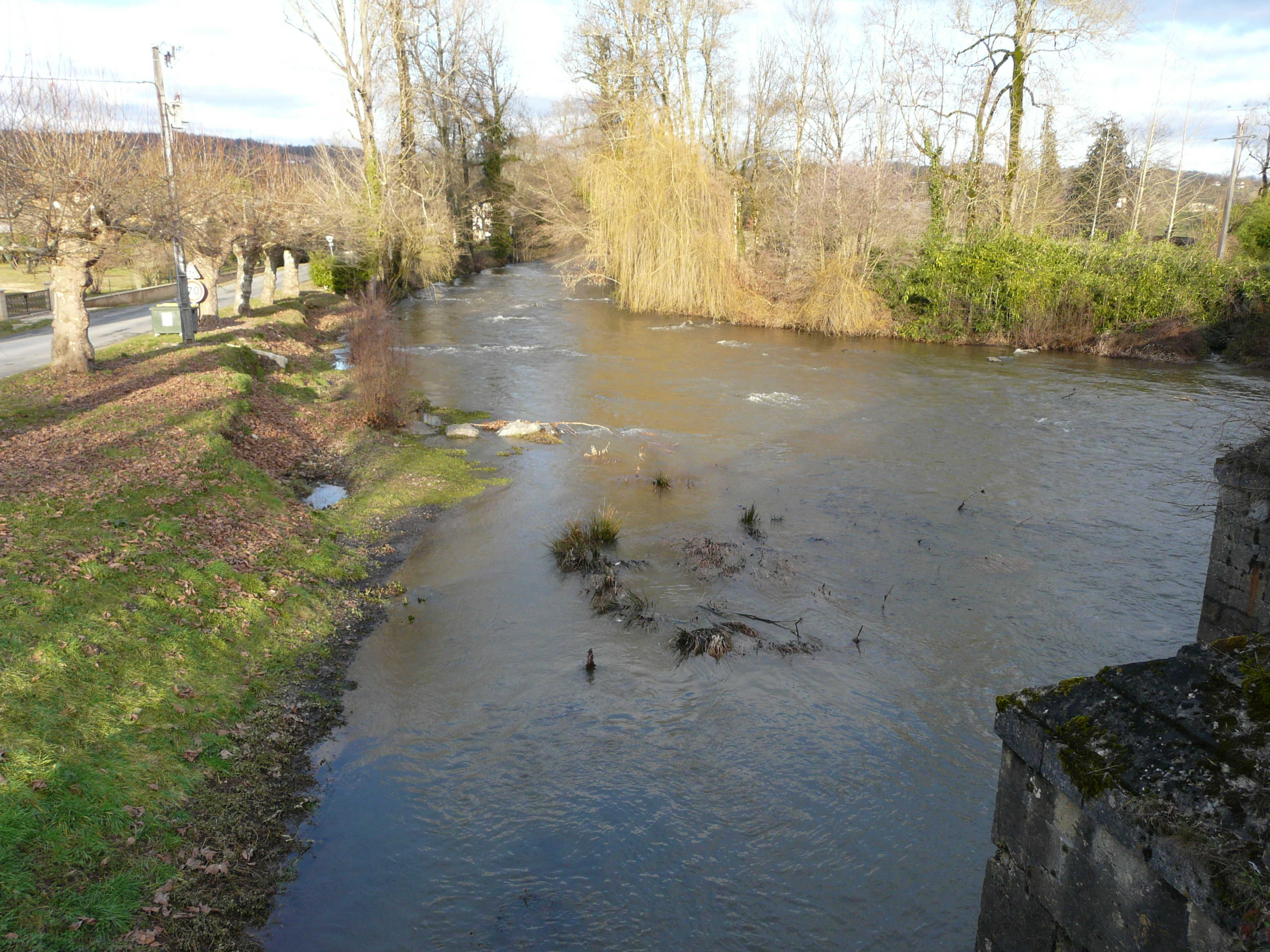
Река Лу